# Gallio
Gallio é uma comuna italiana da região do Vêneto, província de Vicenza, com cerca de 2.331 habitantes. Estende-se por uma área de 47 km², tendo uma densidade populacional de 50 hab/km². Faz fronteira com Asiago, Enego, Foza. Faz parte da União Montana das Sete Comunas.
Sua aldeia, Stoccareddo, é uma raridade demográfica e genética: dos 400 habitantes, cerca de 380 ostentam o sobrenome Baù, e a maioria da população veio a desenvolver uma resistência extraordinária a doenças sazonais (especialmente gripes), deixando a medicina suspeita da ocorrência de algum tipo de evolução genética. Os Baù parecem ser descendentes de um único antepassado, semelhante ao chamado "Bau'" da Dinamarca que radicou-se neste planalto, onde fundou a vila de Stoccareddo. Hoje, a maioria dos Baù vive em muitas regiões da Itália. 
As casas estão espalhadas quase na beirada do planalto, uma varanda com vista para o Vale Frenzela. A praça é um mirante onde a vista estende-se a 360 °: por trás do Col Rosso, esplêndido Melette norte, leste Foza, Valpiana e S. Franceso sul. O vale abre-se para a planície veneziana para vislumbrar a Lagoa do Sul veneziana e do Col d' Ecchele. 
Também conhecida como "a terra dos Baù", a vila foi completamente destruída durante a Primeira Guerra Mundial e reconstruída no início dos anos 20 em torno da bela igreja paroquial.

## Demografia
| Variação demográfica do município entre 1861 e 2011                               |
|                                                                                   |
| Fonte: Istituto Nazionale di Statistica (ISTAT) - Elaboração gráfica da Wikipedia |